# Ultimate Toni Braxton
Az Ultimate Toni Braxton Toni Braxton amerikai énekesnő hatodik albuma és első válogatásalbuma. 2003-ban jelent meg, és a Billboard adatai szerint 2008 áprilisáig 381 333 példányban kelt el.
Az albumon az énekesnő legnagyobb slágerei szerepelnek: első, Toni Braxton című albumáról mindegyik, a második, Secrets címűről pedig egy kivételével mindegyik kislemezdal felkerült rá, a The Heat albumról azonban csak kettő, a More Than a Womanról pedig egy (a Snowflakesről egy sem, de a karácsonyi albumokat egyébként is figyelmen kívül szokták hagyni a válogatásalbumok összeállításánál).
Az albumon a dalok nagy részének nem az albumváltozata, hanem a rádióban adott, rövidebb változata szerepel, a Seven Whole Daysnek pedig egy koncertfelvétele. Két új dal került fel az albumra, a Whatchu Need és a The Little Things, de egyik sem jelent meg kislemezen. Ez az első Toni Braxton-album, melyen szerepel legelső kislemeze, a Give U My Heart, ami duett Babyface-szel. Az albumon egy remix is szerepel (az Un-Break My Heart remixe), box set változatára további hat remix került fel.

## Számlista
| #       | Cím                                                        | Szerző                                                                | Hossz |
| ------- | ---------------------------------------------------------- | --------------------------------------------------------------------- | ----- |
| 1.      | Give U My Heart (feat. Babyface)                           | Bo Watson, Babyface, Antonio Reid, Daryl Simmons                      | 4:00  |
| 2.      | Love Shoulda Brought You Home                              | Babyface, Simmons, Watson                                             | 4:51  |
| 3.      | Another Sad Love Song                                      | Babyface, Simmons                                                     | 3:49  |
| 4.      | Breathe Again                                              | Babyface                                                              | 4:15  |
| 5.      | Seven Whole Days (Live)                                    | Babyface, Reid                                                        | 4:40  |
| 6.      | You Mean the World to Me                                   | Reid, Babyface, Simmons                                               | 3:59  |
| 7.      | How Many Ways                                              | Vincent Herbert, Toni Braxton                                         | 4:26  |
| 8.      | You’re Makin’ Me High                                      | Babyface, Braxton, Bryce Wilson                                       | 4:06  |
| 9.      | Let It Flow                                                | Babyface                                                              | 4:09  |
| 10.     | Un-Break My Heart                                          | Diane Warren                                                          | 4:28  |
| 11.     | I Love Me Some Him                                         | Soulshock & Karlin, Andrea Martin, Gloria Stewart                     | 4:36  |
| 12.     | I Don’t Want To                                            | R. Kelly                                                              | 4:17  |
| 13.     | He Wasn’t Man Enough                                       | Rodney Jerkins, Fred Jerkins III, LaShawn Daniels, Harvey Mason, Jr.  | 3:59  |
| 14.     | Just Be a Man About It (feat. Dr. Dre)                     | Braxton, Johnta Austin, Teddy Bishop, Bryan-Michael Cox, Scott Storch | 4:16  |
| 15.     | Hit the Freeway (feat. Loon)                               | Pharrell Williams, Chauncey Hawkins                                   | 3:47  |
| 16.     | Whatchu Need                                               | Braxton, R. Jerkins, F. Jerkins, Daniels, Kenisha Pratt               | 3:38  |
| 17.     | The Little Things                                          | R. Kelly                                                              | 4:31  |
| 18.     | Un-Break My Heart (Soul-Hex Anthem Radio Edit)             | Warren                                                                | 3:35  |
| Box set |                                                            |                                                                       |       |
| 19.     | Un-Break My Heart (Frankie Knuckles Franktidrama Club Mix) |                                                                       |       |
| 20.     | You’re Makin’ Me High (Salaam Remi’s Norfside Mix)         |                                                                       |       |
| 21.     | How Many Ways (R. Kelly Mix)                               |                                                                       |       |
| 22.     | I Don’t Want To (Frankie Knuckles Franktified Mix)         |                                                                       |       |
| 23.     | Hit the Freeway (Goldtrix Mix)                             |                                                                       |       |
| 24.     | He Wasn’t Man Enough (Forces of Nature Mix)                |                                                                       |       |